# The Dukes of Hazzard: Reunion!

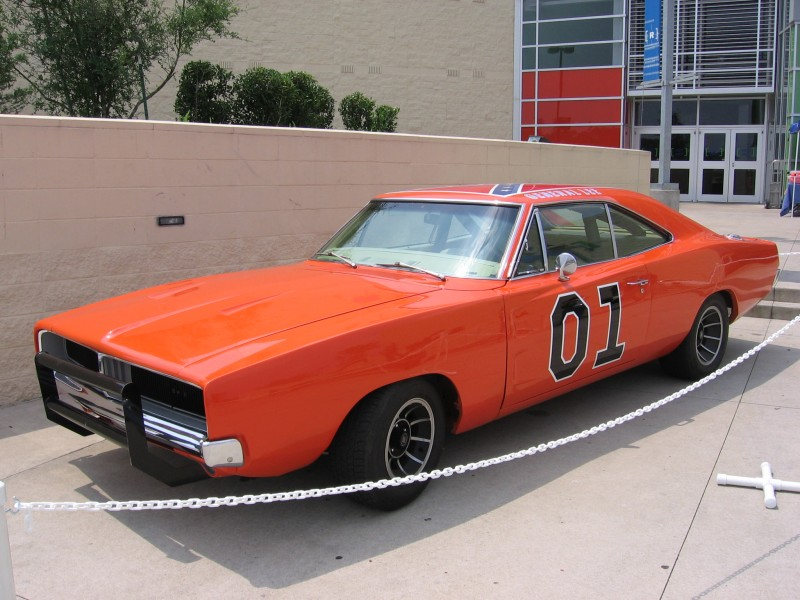
General Lee

The Dukes of Hazzard: Reunion! is een Amerikaanse televisiefilm uit 1997, gebaseerd op de televisieserie The Dukes of Hazzard. De hoofdrollen in de film worden vertolkt door dezelfde acteurs als in de serie. De film is geregisseerd door Lewis Teague.
De film werd opgedragen aan de acteurs uit de serie die inmiddels waren overleden: Phil Mandelker, Sorrell Booke, Paul Picard, en Jim Mohlmann. In 2000 volgde een tweede film, The Dukes of Hazzard: Hazzard in Hollywood!.

## Verhaal
Jaren zijn verstreken sinds de gebeurtenissen uit de televisieserie. De Dukes zijn allemaal een eigen kant uitgegaan. Bo is nu een succesvol racer, Luke werkt als brandweerman gespecialiseerd in bosbranden, en Daisy heeft een Ph.D. gehaald in ecologie. Cooter, een goede vriend van de Dukes, is nu een congreslid die Hazzard vertegenwoordigt in de Amerikaanse politiek. Boss Hogg is overleden, maar Sheriff Rosco heeft zijn rijk geërfd.
Op een dag organiseert oom Jesse een grote reünie, en nodigt al zijn neven, nichten en vrienden uit in Hazzard. Jesse heeft hen echter met een reden naar Hazzard gehaald; de boerderij van de Dukes wordt bedreigd door een projectontwikkelaar genaamd Mama Maxx, die op het moerasland achter de boerderij een attractiepark wil bouwen. De dorpelingen zien hier wel wat in, maar Jesse beslist niet. Het lot van het moeras en de boerderij zal worden bepaald met een race waar Bo en Luke aan deel zullen nemen met hun bekende General Lee.
Mamma Max probeert op elke mogelijke manier om de race te saboteren. Desondanks winnen de Dukes. Na de race blijkt echter niet Mamma Max, maar Rosco het meesterbrein achter alles te zijn. Hij wist dat Mamma Max een oplichter was, en heeft haar ertoe aangezet om het attractiepark te gaan bouwen voor Hazzard. Dit plan had hij overgenomen uit de memoires van Boss Hogg.
Gedurende de film ontstaat een relatie tussen Daisy en hulpsheriff Enos. Hij vraagt haar ten huwelijk, maar op het eind besluit Daisy dat ze nog niet klaar is om te gaan trouwen.

## Rolverdeling
| Acteur          | Personage               |
| --------------- | ----------------------- |
| Tom Wopat       | Luke Duke               |
| John Schneider  | Bo Duke                 |
| Catherine Bach  | Daisy Duke              |
| Denver Pyle     | Jesse Duke              |
| James Best      | Sheriff Rosco           |
| Ben Jones       | Cooter Davenport        |
| Sonny Shroyer   | Deputy Enos Strate      |
| Don Williams    | de verteller            |
| Stella Stevens  | Josephine 'Mama Jo' Max |
| Daniel Anderson | Buzz Kilroy             |
| Travis McKenna  | Bubba                   |

## Achtergrond
Enkele van de kledingstukken die de acteurs droegen in de film, waren de originele kledingstukken uit de serie zoals Bo’s shirt.
De traditionele titelsong van de serie, "Good Ol' Boys", komt niet voor in de film. In plaats daarvan wordt de film geopend met een combinatie van oud en nieuw beeldmateriaal, begeleid door het nummer "Carrying On," gezongen door John Schneider en Tom Wopat.
In de film is het personage Cooter Davenport congreslid geworden. Dit werd gedaan omdat Ben Jones, de acteur die dit personage vertolkt, ook het congres in was gegaan nadat de televisieserie was stopgezet.
De boerderij van de Dukes is in de film een stuk nieuwer dan in de serie, en heeft opeens twee verdiepingen. Er wordt geen verklaring gegeven over hoe dit kan.
Toen de opnames begonnen had Denver Pyle flink wat gewicht verloren en zich gladgeschoren. Om toch te lijken op zijn personage uit de serie moest hij een dikmakend pak en een valse baard dragen. Het gewichtsverlies van Pyle kwam doordat hij longkanker had. Deze film was zijn laatste film; hij stierf in december 1997.
Waylon Jennings wilde voor de film niet opnieuw de rol van de verteller vertolken. De reden hiervoor is niet bekend.